# 등수
등수 (滕脩, ? ~ 288년)는 삼국 시대의 무장, 정치가로 자는 현선(显先)이며 남양군(南陽郡) 서악현(西鄂縣) 사람이다.

## 생애
오나라에서 벼슬을 하여 서악후(西鄂侯)로 임명되었으며, 손호(孫皓) 대에 이르러 웅목(熊睦)을 대신해 광주자사(廣州刺史)가 되었다.
이후 집금오(執金吾)로 임명되었으며, 광주(廣州)의 사병을 관리하던 곽마(郭馬)가 반란을 일으키자 손호는 등수를 사지절(使持節)·도독광주군사(都督廣州軍事)·진남장군(鎮南將軍)·광주목(廣州牧)으로 삼아 불복종자들을 진압하게 하였다. 하지만 반란을 진압하러 간 사이 서진(西晉)이 오나라를 침공했으며, 소식을 들은 등수는 손호를 돕기 위해 군을 물렸으나, 등수가 파구(巴丘)에 이르렀을 때 손호가 오나라에 항복하여 등수 또한 광주자사(廣州刺史)인 여풍(閭豐)·창오태수(蒼梧太守)인 왕의(王毅)와 함께 울며 항복하였다.
이후 안남장군(安南將軍)·광주목(廣州牧)·가절(持節)·도독(都督)이 되었고, 여기에 무당후(武當侯)를 겸해 남방의 업무를 맡았다.
그 뒤 등수는 태강(太康) 9년인 288년 세상을 떠났다.

## 같이 보기
- 삼국지 인물 목록